# جون براون (لاعب كرة قدم مواليد 1947)
جون براون (بالإنجليزية: John Brown)‏ هو لاعب كرة قدم إنجليزي في مركز حراسة المرمى، ولد في 30 ديسمبر 1947 في برادفورد في المملكة المتحدة. لعب مع بريستون نورث إيند وستوكبورت كونتي وماكليسفيلد تاون وويغان أتلتيك.